# Saladas de Sástago-Bujaraloz
Las Saladas de Sástago-Bujaraloz constituyen, al igual que la Laguna de Gallocanta, las Saladas de Chiprana y los Tremedales de Orihuela, uno de los cuatro humedales aragoneses incluidos en la lista de la Convención Relativa a los Humedales de Importancia Internacional, especialmente como Hábitat de Aves Acuáticas (Convenio de Ramsar).
Administrativamente pertenecen a los municipios de Sástago y Bujaraloz, de los que toman el nombre, entre las comarcas de Los Monegros y la Ribera Baja del Ebro, en la provincia de Zaragoza.
Se sitúan en el valle del Ebro, en el área del desierto de los Monegros, sobre una extensa cuenca endorreica. Consiste en un complejo lagunar sobre una pradera salina formado por 99 depresiones que se inundan temporalmente en mayor o menor medida, aunque el Sitio Ramsar sólo protege 26 de estas cubetas.
Es el sistema endorreico más extenso de Europa Occidental, y también el más rico en aspectos ecológicos y geoquímicos. Resalta su interés el contexto árido en el que se encuentra.

## Características

### Clima
El clima que aquí se da es el mediterráneo continentalizado, caracterizado por inviernos secos, veranos calurosos y pocas lluvias. Además se ve acrecentado por el fenómeno del Efecto Föhn, propiciado por la relativamente cercana cordillera Pirenaica. La cierta amplitud térmica que se da en verano propicia la aparición del rocío, recurso importante para la flora y fauna. Característico de la depresión del Ebro es el viento, que según su procedencia es llamado cierzo o bochorno, y que condiciona el porte de la vegetación.

### Geología
El suelo está compuesto por yesos, margas, calizas y lutitas. El agua favorece la disolución de los yesos, lo cual, junto con la erosión provocada por el viento, ha dado lugar a este singular humedal.

### Hidrología
Gran parte de estas lagunas poseen un carácter temporal efímero, y sólo mantienen agua tras episodios de fuertes precipitaciones. Son llamadas clotas u hoyas. Sólo 16 de las lagunas suelen inundarse de forma estacional, siendo las saladas propiamente dichas.

### Utilización como salinas
Las costras de sal que se forman en algunas de las lagunas al secarse se han recogido históricamente por los vecinos de la zona, estando documentada su extracción desde la Edad Media. Entre 1703 y 1870, la laguna de la Playa se explotó como salina por cuenta del estado, dentro del sistema del Estanco de la Sal. dado el alejamiento de las poblaciones, se construyeron alojamientos para los trabajadores, almacenes e incluso una capilla. Los restos de las instalaciones salineras y de los edificios constituyen un interesante patrimonio cultural.

### Flora
La vegetación dominante del espacio es la conformada por flora vascular, musgos y plantas hepáticas. La distribución de cada especie viene condicionada por los niveles de humedad y salinidad del suelo. En función de las necesidades y/o capacidades adaptativas de cada tipo de planta a estos niveles, ésta crecerá más cerca o lejos de la orilla, formándose así diferentes orlas de vegetación.
En el fondo de las saladas habitan especies del género Ruppia, así como comunidades de macrófitos, conformadas por especies como Pterygoneurum sampaianum, Riella notarisii, Riella helycophylla o Riccia crustata.
En la zona de la orilla más próxima al agua cabe destacar la presencia de las especies Microcnemun corralloides y Haloppeplis amplexicaulis, representantes de taxones muy amenazados. Su apariencia de arbusto carnoso es un buen ejemplo de adaptación a los ambientes salinos.
Más alejados del agua crecen formaciones de pradera y juncales, así como matorrales como el sisallo o la ontina.
Y ya en la parte más externa se desarrollan formaciones esteparias de gramíneas y plantas arrosetadas, donde se hallan especies como Limonium stenophyllum, 'Limonium catalaunicum o Stipa tenacissima (esparto), aunque la mano del hombre ha sustituido la mayoría de este tipo de formaciones por campos de cultivo.

Destacan desde el punto de vista científico las especies Thymus loscosii (tomillo sanjuanero) y ''Ferula loscosii'', hallándose esta última en peligro de extinción.
|                                                        |
| Limonium catalaunicum - aguda - (Ensopeguera nebulosa) |

|                          |
| Halopeplis amplexicaulis |

|                   |
| Stipa tenacissima |

### Fauna
De gran interés son los invertebrados acuáticos, que aprovechan los cortos períodos de llenado de las saladas para realizar frenéticamente se ciclo vital. Cabe citar el crustáceo acuático Candelacypris aragonica (endémico de este humedal), el anostráceo Branchynectella media y el ostrácodo Heterocypris barbara, así como otras especies propias de prados salinos como Cylindera paludosa o Artemia salina. En cuanto a la fauna vertebrada, se han inventariado muchas especies de interés en el contexto europeo, como la lagartija colirroja (Acanthodactylus erithurus).
|                |
| Artemia Salina |

|                     |
| Lagartija colirroja |

Mención aparte merecen las aves, sin duda el grupo faunístico que más atención atrae en este espacio. Las vastas extensiones de cultivos de cereales en las que se enclavan las saladas constituyen un hábitat óptimo para las denominadas aves esteparias, pudiéndose observar en este entorno especies como la avutarda (Otis tarda), el sisón común (Tetrax tetrax), la ganga y la ortega (Pterocles alchata y Pterocles orientalis), la curruca tomillera (Sylvia conspicillata), el alcaraván (Burhinus oedicnemus) y la alondra de Dupont o rocín (Chersophilus duponti). También se pueden encontrar aves rapaces como el amenazado cernícalo primilla (Falco naumanni), el águila real (Aquila chrysaetos) o el águila culebrera europea (Circaetus gallicus). Además, durante el período de llenado de las saladas, acuden al lugar numerosas especies de anátidas, así como de limícolas, como el archibebe común (Tringa totanus) o el andarríos chico (Actitis hypoleucos).
|           |
| Avutardas |

|             |
| Sisón común |

|                   |
| Curruca tomillera |

|           |
| Alcaraván |

|                           |
| Rocín o Alondra de Dupont |

|                    |
| Cernícalo primilla |

|             |
| Águila real |

|                          |
| Águila culebrera europea |

|                 |
| Andarríos chico |

## Otras figuras de protección
El complejo de las Saladas de Sástago-Bujaraloz goza de otras figuras de protección aparte de la de Sitio Ramsar. Está también incluido en la Red Natura 2000 (de ámbito europeo), tanto como LIC (lugar de importancia comunitaria), con el código ES2430082 Archivado el 8 de abril de 2016 en Wayback Machine. y bajo el nombre "Monegros"; como ZEPA (zona de especial protección para las aves), con el código ES0000181 Archivado el 8 de abril de 2016 en Wayback Machine. y bajo el nombre "La Retuerta y Saladas de Sástago". A nivel autonómico, se encuentra registrado en el Inventario de Humedales Singulares de Aragón Archivado el 7 de abril de 2016 en Wayback Machine..